# 愛の化石
「愛の化石」（あいのかせき）は、浅丘ルリ子がテイチクレコードから1969年8月5日に出したシングルレコード。この曲をモチーフに、翌年の1970年には、浅丘と田宮二郎主演で同名映画も製作された。

## シングルレコード

### 概要
作詞並木六郎、作曲三木たかし、編曲高見弘。本人のナレーションから始まり、語りと歌が交互に繰り広げられるバラード。浅丘自身久々のヒットとった。
B面曲は「お願い帰って」（作詞ジュディ・オング、作曲寺尾聰、編曲高見弘）。寺尾は当時、ザ・サベージを経てザ・ホワイト・キックスに参加していた。

## 映画
1970年3月21日公開。石原プロモーション製作、日活配給。

### キャスト
- 沢由紀：浅丘ルリ子
- 日比野三郎：高橋悦史
- 原田企画部長：田宮二郎
- 庄司ジュン子：渚まゆみ
- 荒井編集長：垂水悟郎
- 毎朝記者：川地民夫
- 並木：寺尾聰
- 津久井常務：清水将夫
- 沢の秘書：石原佑利子
- 「H・B」支配人：小柴隆
- カメラマン：新倉博
- ウエイトレス：二宮淑江
- 沢デザイン室助手：園田健夫、宮沢尚子、長島恵子、上手由美
- ショールームの娘：牧まさみ、小松原リエ、原田千枝子

### スタッフ
- 製作：川野泰彦
- 監督：岡本愛彦
- 脚本：岡本愛彦・鈴木岬一
- 音楽：三木たかし